# Natalia Ivanova (taekwondo)
Natalia Ivanova (1 de setembro de 1971) é uma taekwondista russa.
Natalia Ivanova competiu nos Jogos Olímpicos de 2000, na qual conquistou a medalha de prata.